# Tour de San Luis de 2012
A 6ª edição do Tour de San Luis foi uma concorrência ciclística que se disputou na província puntana desde o 23 até 29 de janeiro de 2012.
A data de começo foi mudada para evitar uma sobreposição com o Tour Down Under que se disputou na Austrália e desse modo contar com uma melhor participação de equipas Pro Tour.
Ao igual que as edições anteriores fez parte do calendário UCI America Tour, sendo a 9ª carreira de dito campeonato.
O vencedor da classificação geral foi o estadounidense Levi Leipheimer da equipa Omega Pharma-QuickStep. Acompanharam-no no pódio Alberto Contador e Daniel Díaz. Mas, poucos dias depois Contador foi desclasificado como consequência do Caso Contador (ver secção Alberto Contador e o Caso Contador) passando Daniel Díaz ao segundo lugar e Stefan Schumacher ao terceiro.
Nas classificações secundárias, sprint e montanha foram dominadas pelos colombianos Edwin Ávila e Miguel Ángel Rubiano, enquanto a classificação por equipas ficou para os italianos da Androni Giocattoli.

## Equipas participantes
A 6ª edição contou com a participação de 25 equipas, cinco deles de categoria UCI ProTeam. Significou também a primeira participação na concorrência da equipa local San Luis Somos Todos. O duas vezes ganhador do Tour de France, Alberto Contador, tomou parte da carreira com a equipa dinamarquesa Team Saxo Bank dando início a sua temporada de 2012 ao igual que o ganhador da edição 2010, o italiano Vincenzo Nibali (Liquigas-Cannondale). Outros participantes destacados foram o dinamarquês Michael Rasmussen (Christina Watches-Onfone), o italiano Filippo Pozzato (Farnese Vini-Selle Italia), o belga Tom Boonen e o estadounidense Levi Leipheimer (Omega Pharma-QuickStep) quem finalmente foi o ganhador da carreira.
Ao todo começaram a carreira 173 ciclistas, variando entre 6 e 10 os integrantes da cada equipa, culminando a prova 133 deles; com 132 classificados depois da desclassificação de Alberto Contador (ver secção Alberto Contador e o Caso Contador).
| Equipas                                   | Categoria                | Nº de corredores |
| ----------------------------------------- | ------------------------ | ---------------- |
| Movistar Team                             | UCI ProTeam              | 6                |
| Liquigas-Cannondale                       | UCI ProTeam              | 6                |
| Team Saxo Bank                            | UCI ProTeam              | 7                |
| AG2R La Mondiale                          | UCI ProTeam              | 6                |
| Omega Pharma-QuickStep                    | UCI ProTeam              | 6                |
| Androni Giocattoli                        | Profissional Continental | 6                |
| Andaluzia                                 | Profissional Continental | 6                |
| Caja Rural                                | Profissional Continental | 6                |
| Colnago-CSF Inox                          | Profissional Continental | 6                |
| Farnese Vini-Selle Italia                 | Profissional Continental | 6                |
| UnitedHealthcare                          | Profissional Continental | 8                |
| Team NetApp                               | Profissional Continental | 6                |
| San Luis Somos Todos                      | Continental              | 10               |
| Start Cycling Team-Atacama Flowery Desert | Continental              | 8                |
| Carmin-Prio                               | Continental              | 6                |
| Colombia-Comcel                           | Continental              | 6                |
| Christina Watches-Onfone                  | Continental              | 6                |
| Funvic-Pindamonhangaba                    | Continental              | 7                |

| Selecções | Nº de corredores |
| --------- | ---------------- |
| Argentina | 10               |
| Brasil    | 6                |
| Chile     | 9                |
| Colômbia  | 10               |
| Cuba      | 6                |
| Equador   | 6                |
| Uruguai   | 8                |

## Etapas
A competição constou de 7 etapas, uma delas contrarrelógio (a 4ª) e duas com finais em portos de montanha, os já clássicos Mirador del Potrero (3ª) o Mirador del Sol (a 5ª). Ademais repetiu-se a ascensão ao Alto de Nogolí porto de primeira categoria e ponto mais alto do Tour com 2084 metros de altitude. Por outra parte a localidade de Luján albergou pela primeira vez um começo de etapa.
Percorreram-se um total de 1.051,0 quilómetros.
| Etapa | Data          | Percorrido                          | km         | Ganhador          | Líder             |
| 1ª    | 23 de janeiro | San Luis-Villa Mercedes             | 189,3      | Francesco Chicchi | Francesco Chicchi |
| 2ª    | 24 de janeiro | Fraga-Juana Koslay                  | 145,3      | Francesco Chicchi | Francesco Chicchi |
| 3ª    | 25 de janeiro | Estancia Grande-Mirador del Potrero | 168,2      | Levi Leipheimer   | Levi Leipheimer   |
| 4ª    | 26 de janeiro | San Luis-San Luis                   | 19,5 (CRI) | Levi Leipheimer   | Levi Leipheimer   |
| 5ª    | 27 de janeiro | La Toma-Mirador del Sol             | 160,6      | Daniel Díaz       | Levi Leipheimer   |
| 6ª    | 28 de janeiro | Luján-Quines                        | 201,0      | Elia Viviani      | Levi Leipheimer   |
| 7ª    | 29 de janeiro | San Luis-San Luis                   | 167,1      | Tom Boonen        | Levi Leipheimer   |

## Desenvolvimento geral
A etapa inicial sem dificuldades montanhosas, foi vencida pelo sprinter italiano Francesco Chicchi da equipa belga Omega Pharma-QuickStep se convertendo no primeiro líder da carreira. Chicchi repetiu vitória na 2ª etapa reafirmando sua posição e mantendo-se um dia mais como líder.
A terceira etapa com final no Mirador del Potrero, modificou as classificações. A ascensão de 4,8 km de longitude foi dominado pelo espanhol Alberto Contador (Saxo Bank) quem além de conseguir sua primeira vitória da temporada, se colocou como novo líder ainda que com uma diferença de só 4" sobre o estadounidense Levi Leipheimer (Omega Pharma-QuickStep). A contrarrelógio, significou uma nova mudança nas posições, Leipheimer favorito máximo a ganhar a etapa venceu com clareza,  subindo ao lugar mais alto da classificação geral, enquanto Contador, com um 6º posto na contrarrelógio, caía à 4ª posição a mais de 50".
Outro final em alto espero-lhes na 5ª etapa, desta vez no Olhador do Sol, ali novamente Contador ganhou a etapa seguido do argentino Daniel Díaz e de Leipheimer. As escassas diferenças na chegada não modificaram a geral e depois desta etapa Leipheimer se consolidou como líder seguido por Contador a 46" e Díaz a 1' 31".
As últimas duas etapas sem dificuldades, voltaram a ser dominadas pelos esprínteres e não deram oportunidade aos rivais de Leipheimer de descontar a vantagem que tinha acumulado. Desta forma Leipheimer converteu-se no primeiro estadounidense em ganhar o Tour de San Luis.

## Classificações finais

### Classificação geral
| Posição | Ciclista          | Equipa                   | Tempo            |
| ------- | ----------------- | ------------------------ | ---------------- |
|         | Levi Leipheimer   | Omega Pharma-QuickStep   | 26 h 32 min 55 s |
| 2       | Daniel Díaz       | San Luis Somos Todos     | a 1 min 29 s     |
| 3       | Stefan Schumacher | Christina Watches-Onfone | a 1 min 34 s     |
| 4       | Vincenzo Nibali   | Liquigas-Cannondale      | a 1 min 50 s     |
| 5       | José Serpa        | Androni Giocattoli       | a 2 min 13 s     |
| 6       | Magno Nazaret     | Funvic-Pindamonhangaba   | a 2 min 39 s     |
| 7       | Luis Mansilla     | Selecção do Chile        | a 3 min 24 s     |
| 8       | Sylvain Chavanel  | Omega Pharma-QuickStep   | a 3 min 44 s     |
| 9       | Andrey Amador     | Movistar Team            | a 4 min 46 s     |
| 10      | Jorge Giacinti    | San Luis Somos Todos     | a 5 min 09 s     |

| 11 | Jaime Suaza          | Selecção da Colômbia     | a 5 min 47 s  |
| 12 | Josué Moyano         | Caja Rural               | a 6 min 40 s  |
| 13 | David Arroio         | Movistar Team            | a 7 min 29 s  |
| 14 | Jackson Rodríguez    | Androni Giocattoli       | a 7 min 30 s  |
| 15 | Adrián Palomares     | Andaluzia                | a 7 min 36 s  |
| 16 | Miguel Ángel Rubiano | Androni Giocattoli       | a 8 min 07 s  |
| 17 | Jonathan Clarke      | UnitedHealthcare         | a 8 min 26 s  |
| 18 | Rinaldo Nocentini    | AG2R La Mondiale         | a 8 min 53 s  |
| 19 | Frederik Wilmann     | Christina Watches-Onfone | a 9 min 21 s  |
| 20 | Markus Eichler       | Team NetApp              | a 10 min 19 s |

### Classificação dos sprints
| Posição | Ciclista      | Equipa                | Pontos |
| ------- | ------------- | --------------------- | ------ |
|         | Edwin Ávila   | Selecção da Colômbia  | 13     |
| 2       | Mauro Richeze | Selecção da Argentina | 5      |
| 3       | Juan Arango   | Selecção da Colômbia  | 5      |

### Classificação da montanha
| Posição | Ciclista             | Equipa                 | Pontos |
| ------- | -------------------- | ---------------------- | ------ |
|         | Miguel Ángel Rubiano | Androni Giocattoli     | 30     |
| 2       | Levi Leipheimer      | Omega Pharma-QuickStep | 14     |
| 3       | Daniel Díaz          | San Luis Somos Todos   | 10     |

### Classificação por equipas
| Posição | Equipa                 | Tempo            |
| ------- | ---------------------- | ---------------- |
|         | Androni Giocattoli     | 79 h 53 min 34 s |
| 2       | Movistar               | a 52 s           |
| 3       | Omega Pharma-QuickStep | a 5 min 50 s     |
| 4       | Liquigas-Cannondale    | a 6 min 16 s     |
| 5       | Selecção da Colômbia   | a 8 min 48 s     |

| 6  | Caja Rural               | a 9 min 06 s  |
| 7  | Selecção da Argentina    | a 10 min 26 s |
| 8  | Christina Watches-Onfone | a 11 min 00 s |
| 9  | Saxo Bank                | a 16 min 32 s |
| 10 | Andaluzia                | a 18 min 07 s |

## Evolução das classificações
| Etapa (Vencedor)             | Classificação geral | Classificação dos sprints | Classificação da montanha | Classificação por equipas |
| ---------------------------- | ------------------- | ------------------------- | ------------------------- | ------------------------- |
| 1ª etapa (Francesco Chicchi) | Francesco Chicchi   | Maximiliano Badde         | Emmanuel Guevara          | Movistar                  |
| 2ª etapa (Francesco Chicchi) | Francesco Chicchi   | Emmanuel Guevara          | Mauricio Neiza            | Movistar                  |
| 3ª etapa (Levi Leipheimer)   | Levi Leipheimer     | Edwin Ávila               | Miguel Ángel Rubiano      | Movistar                  |
| 4ª etapa (Levi Leipheimer)   | Levi Leipheimer     | Edwin Ávila               | Miguel Ángel Rubiano      | Movistar                  |
| 5ª etapa (Daniel Díaz)       | Levi Leipheimer     | Emmanuel Guevara          | Alberto Contador          | Androni Giocattoli        |
| 6ª etapa (Elia Viviani)      | Levi Leipheimer     | Emmanuel Guevara          | Miguel Ángel Rubiano      | Androni Giocattoli        |
| 7ª etapa (Tom Boonen)        | Levi Leipheimer     | Edwin Ávila               | Miguel Ángel Rubiano      | Androni Giocattoli        |
| Final                        | Levi Leipheimer     | Edwin Ávila               | Miguel Ángel Rubiano      | Androni Giocattoli        |

## UCI America Tour
A carreira ao estar integrada ao calendário internacional americano 2011-2012 outorgou pontos para dito campeonato. O barómetro de pontuação é o seguinte:
| Posição                   | 1º | 2º | 3º | 4º | 5º | 6º | 7º | 8º | 9º | 10º | 11º | 12º |
| Classificação geral final | 80 | 56 | 32 | 24 | 20 | 16 | 12 | 8  | 7  | 6   | 5   | 3   |
| Por etapa                 | 16 | 11 | 6  | 5  | 4  | 2  |    |    |    |     |     |     |
| Líder Geral por etapa     | 8  |    |    |    |    |    |    |    |    |     |     |     |

- Nota:É importante destacar que os pontos que obtiveram ciclistas de equipas ProTour não van a esta classificação, já que o UCI America Tour é uma classificação fechada a ciclistas de equipas Pro Continentais, Continentais e amadors.

| Ciclista             | Equipa                    | Pontos por a classificação final | Pontos de etapa | Pontos de líder | Total |
| -------------------- | ------------------------- | -------------------------------- | --------------- | --------------- | ----- |
| Daniel Díaz          | San Luis Somos Todos      | 56                               | 20              | -               | 76    |
| Stefan Schumacher    | Christina Watches-Onfone  | 32                               | 13              | -               | 45    |
| José Serpa           | Androni Giocattoli        | 20                               | 5               | -               | 25    |
| Magno Nazaret        | Funvic-Pindamonhangaba    | 16                               | 4               | -               | 20    |
| Andrea Guardini      | Farnese Vini-Selle Italia | -                                | 17              | -               | 17    |
| Luis Mansilla •      | Selecção do Chile         | 12                               | 5               | -               | 17    |
| Jacob Keoug          | UnitedHealthcare          | -                                | 10              | -               | 10    |
| Maximiliano Richeze  | Selecção da Argentina     | -                                | 8               | -               | 8     |
| Miguel Ángel Rubiano | Androni Giocattoli        | -                                | 8               | -               | 8     |
| Mauro Richeze        | Selecção da Argentina     | -                                | 6               | -               | 6     |

 •  •  Os seus pontos não vão à classificação por equipas do UCI América Tour. Só vão à classificação individual e por países, já que a equipa ao que pertence não é profissional.

## Alberto Contador e o Caso Contador
Apesar de que Alberto Contador não desse positivo nesta carreira nem nas do anterior ano, a 6 de fevereiro de 2012 a UCI, a instâncias do TAS, decidiu anular todos os resultados do ciclista espanhol durante o 2011 devido ao seu positivo por clembuterol no Tour de France de 2010.
Portanto oficialmente Contador foi desclassificado da rodada argentina com a indicação "0 DSQ" (desclassificado) ainda que indicando o tempo e pontos das classificações parciais e finais. Na que tinha ganhado a 3ª e 5ª etapa como resultados parciais mais destacados; ademais, nas classificações finais foi segundo na geral e na montanha como resultados finais mais destacados. Todos os seus resultados parciais foram anulados e seu posto ficou vaga excepto nos que saiu vitorioso no que o segundo apanhou o seu posto ficando a segundo vaga; e na da classificação geral diária e final que nesse caso a sua exclusão supôs que os corredores que ficaram por trás dele (até 21º) subissem um posto na classificação, ficando vaga a vigésima primera posição. Tendo a sua participação só incidência na classificação por equipas como costuma ser habitual nestes casos de expulsão de corredores.
Esta sanção também teve incidência no UCI America Tour já que ao ascender de posição outros corredores, se reestruturou não só a classificação individual senão a de por equipas e a de por países, ainda que nesta carreira Contador não aspirava a pontuação por pertencer a uma equipa ProTour.